# Rhodos Lufthavn
Rhodos Lufthavn "Diagoras" (IATA: RHO, ICAO: LGRP) er en lufthavn i Grækenland. Den er beliggende på den vestlige side af øen Rhodos, 14 km sydvest for Rhodos by.
I 2011 betjente lufthavnen 4.149.274 passagerer og havde 34.504 start- og landinger, hvilket gjorde den til landets fjerdetravleste. Om sommeren ankommer mange charterfly med feriegæster fra de fleste europæiske lande.

## Historie
Civil luftfart på Rhodos begyndte efter 2. verdenskrig fra den nærliggende militære Rhodos Maritsa Lufthavn. Dette var øens hovedlufthavn, indtil Rhodos Lufthavn "Diagoras" åbnede 28. juni 1977, 3 km nord for den gamle. Maritsa benyttes i dag udelukkende til militært brug.
Siden etablering i 1977 er Diagoras blevet udvidet flere gange. Blandt andet er der kommet nye rullebaner og forplads, ligesom man i 2005 indviede en helt ny lufthavnsterminal. 